# Petra Buzková
Petra Buzková, née le 7 décembre 1965 à Prague, est une avocate et femme politique tchèque.